# بورکی-پادوخه
بورکی-پادوخه (به لهستانی:  Borki-Paduchy) یک روستا در لهستان است که در گمینا ویشنگو واقع شده‌است. بورکی-پادوخه ۴۷۵ نفر جمعیت دارد.